# Constantin Stere
Constantin Stere, né le 1er juin 1865 à Ciripcău dans le raion de Florești en Moldavie-Bessarabie et mort le 26 juin 1936 à Bucov dans le județ de Prahova en Roumanie, est un homme politique moldave, avocat, journaliste, pédagogue et écrivain roumain. Il et connu pour être l'idéologue de la tendance poporaniste.

## Biographie
Constantin Stere participa dans sa jeunesse aux activités révolutionnaires de Narodnaïa Volia. Il fut condamné par les autorités tsaristes à la prison et fut déporté en Sibérie (1886-1892).
De retour d'exil, il s'établit à Iași en Roumanie, où il fut étudiant à la faculté de droit. En 1897, il soutint sa thèse et obtint sa licence en droit. En 1901, il commença une carrière d'enseignant et en 1913 fut élu recteur. En 1916, il démissionne et se rend à Bucarest. À partir de 40 ans, il a également évolué dans le monde de l'entreprise en tant que fondateur et dirigeant du magazine Viața Românească (ro) (Vie roumaine), dont le premier numéro fut publié le 1er mars 1906.
Constantin Stere devint le deuxième président du Conseil de la République de Moldavie (Sfatul Țării), du 2 avril au 25 novembre 1918, en remplacement de Ion Inculeț. Il sera remplacé lui-même par Pantelimon Halippa du 25 au 27 novembre 1918.
Il joua un rôle important dans l'unification de la Bessarabie avec la Roumanie.
En 2010, il a été désigné membre de l'Académie roumaine à titre posthume.
En 2020, un buste a été inauguré dans la ville de Rezina (Moldavie). L'auteur est le sculpteur moldave Veaceslav Jiglitchi.